# 宝塚市立山手台小学校
宝塚市立山手台小学校（たからづかしりつ やまてだいしょうがっこう）は、兵庫県宝塚市山手台西3丁目に所在する公立小学校。

## 沿革
- 1994年（平成6年）4月1日 - 開校。

## 通学区域
- 山手台西1丁目～4丁目、山手台東1丁目～5丁目、山本台1丁目～3丁目[1]

※卒業後は基本的に宝塚市立山手台中学校に進学する。

## 通学区域が隣接している学校
- 宝塚市立長尾小学校
- 宝塚市立中山台小学校
- 宝塚市立西谷小学校